# Neftçilər (métro de Bakou)
Neftçilər est une station de métro azerbaïdjanaise de la ligne 1 du métro de Bakou. Elle est située place Dakar, à l'est du Raion Nizami dans la ville de Bakou.
Elle est mise en service en 1972, alors que le pays fait partie de l'Union des républiques socialistes soviétiques (URSS).
Exploitée par Bakı Metropoliteni, elle est desservie chaque jour entre 6 heures et minuit. Plusieurs arrêts d'autobus sont desservis par de nombreuses lignes.

## Situation sur le réseau
Établie en souterrain, la station Neftçilər est située sur la ligne 1 du métro de Bakou, entre les stations Qara Qarayev, en direction de İçərişəhər, et Xalqlar Dostluğu en direction de Həzi Aslanov.

## Histoire
Bakou est la capitale de la République socialiste soviétique d'Azerbaïdjan, lorsque la station « Neftçilər », littéralement en français « les travailleurs du pétrole », est mise en service le 6 novembre 1972, lors de l'ouverture à l'exploitation du prolongement de la ligne, long de 5,1 kilomètres, depuis Nəriman Nərimanov. Elle est créée par les architectes Z.A. İsmayılov et F. Leontyeva. Nouvelle station terminus de la ligne, elle dispose de deux voies en impasse. Peu profonde, son quai central a deux rangées de colonnes cannelées recouvertes d'un décor argent, les murs sont ornés de mosaïques colorées représentant le travail des ouvriers du pétrole.
Elle devient une station de passage le 28 avril 1989, lors du nouveau prolongement de ligne, long de 3 kilomètres, jusqu'à Əhmədli.

## Service des voyageurs

### Accueil
Elle dispose de plusieurs bouches autour de la place Dakar, au croisement de l'avenue G. Garayev avec les rues Nasimi et R.Rustamov.

### Desserte
Neftçilər est desservie quotidiennement par les rames qui circulent sur la ligne entre 6 heures et minuit.

### Intermodalité
À proximité, plusieurs arrêts de bus sont desservis par de nombreuses lignes.